# 村瀬栲亭

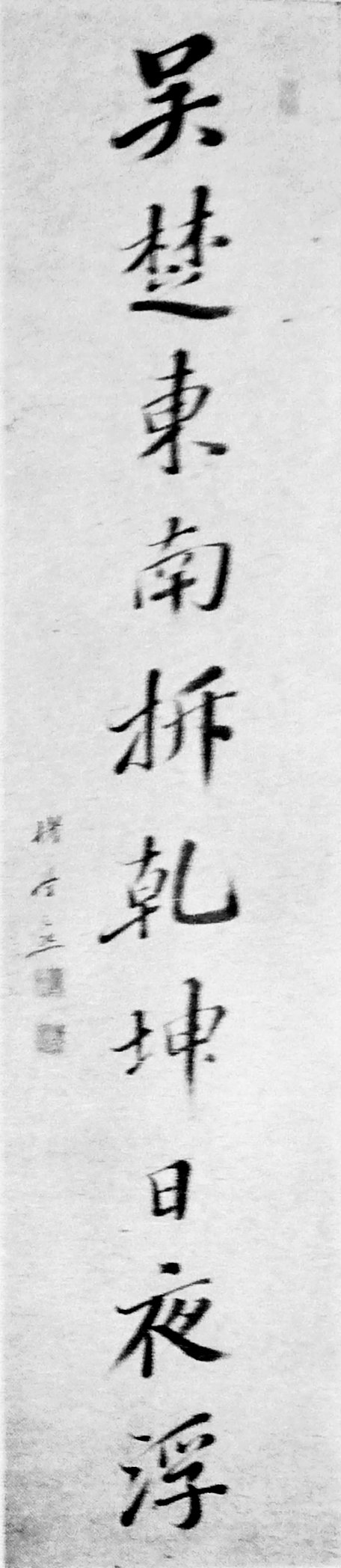
村瀬栲亭書

村瀬 栲亭（むらせ こうてい、本名：源 之煕、延享元年5月21日（1744年7月1日） - 文政元年12月6日（1819年1月1日））は、江戸時代後期の漢学者・儒学者。姓は源、名は之煕、字は君績、通称は掃部、嘉右衛門。栲亭は号。一時期、儒者として秋田藩藩侯の侍読、のちに総奉行を務めた。

## 生涯
医を堀元昌、儒（古注学）を武田梅竜（1716-1768）に学ぶ。天明3年（1783年）、栲亭が40歳のときに出羽久保田藩の儒官、藩主世子・佐竹義和の師範役として迎えられる。久保田藩は財政難および大凶作と飢饉に苦しんでいたが、栲亭は重用されついには藩の総奉行として藩政にかかわった。寛政3年（1791年）、これ以上の重責には耐えないとして隠居を願い出て許される。その後は、京都で塾を開き、多くの門人を育てた。書画に優れていた栲亭は、妙法院門跡であった妙法院宮真仁法親王（閑院宮典仁親王第五子）のサロンで、呉月渓、和田韞卿、六如上人ら当代の文人、画人と親しく交わり、京都学会の中心的存在となっている。寛政5年（1793年）、京都に移ってきた上田秋成とも親交があった。若き日の頼山陽も栲亭の元を幾度か訪れていたことが山陽の書簡からわかる。
しかし子、長孫、門弟、友人らに次々と先立たれ、その最晩年はさびしいものであった。文政元年（1818年）、栲亭は75歳で没する。その墓には墓碑銘がなく、没後に孫大弐が編んだ詩文集『栲亭三稿』に序文は寄せられていない。
著に 『秇苑日渉』など多く、門人からは「文献先生」と呼ばれていた。門人には田能村竹田、中島棕隠等がいる。